# (3234) Hergiani
(3234) Hergiani (1978 QO2) ist ein ungefähr 14 Kilometer großer Asteroid des äußeren Hauptgürtels, der am 31. August 1978 vom russischen (damals sowjetischen) Astronomen Nikolai Stepanowitsch Tschernych am Krim-Observatorium (Zweigstelle Nautschnyj) auf der Halbinsel Krim (IAU-Code 095) entdeckt wurde.

## Benennung
(3234) Hergiani wurde nach dem sowjetischen Alpinisten Michail Wissarionowitsch Chergiani (1932–1969) benannt.